# Турксибский район
Турксибский район (каз. Түрксіб ауданы; до 1995 — Октябрьский) — административно-территориальная единица в северной части города Алма-Аты. Решением Президиума ЦИК Казахской Автономной Советской Социалистической Республики от 12.09.1936 года в Алма-Ате утверждены границы района. 8 апреля 1938 года принято решение на заседании бюро ЦК КП (б) Казахстана «об организации нового Кагановического района». 19 апреля 1938 года на президиуме городского Совета были установлены территориальные границы района и организован Кагановический район с центром на станции Алма-Ата I. В июле 1957 года Кагановический район переименован в Октябрьский. 12 декабря 1995 года в связи празднованием Дня Независимости Республики Казахстан и предстоящим семидесятилетием строительства Туркестано-Сибирской железной дороги район был переименован в Турксибский. Район является промышленным районом, воздушными и железнодорожными воротами города.

## Население
Национальный состав (на начало 2019 года):
- казахи — 107 422 чел. (45,64 %)
- русские — 89 160 чел. (37,88 %)
- уйгуры — 18 392 чел. (7,81 %)
- корейцы — 3 583 чел. (1,52 %)
- татары — 3 018 чел. (1,28 %)
- азербайджанцы — 2 454 чел. (1,04 %)
- украинцы — 1 435 чел. (0,61 %)
- немцы — 1 320 чел. (0,56 %)
- турки — 1 289 чел. (0,55 %)
- узбеки — 1 223 чел. (0,52 %)
- другие — 6 061 чел. (2,58 %)
- Всего — 235 357 чел. (100,00 %)

## Акимы
1. Малиновский, Борис Константинович как минимум с 1996 [5]— 01.2005
2. Васильев, Владимир Алексеевич (01.2005-09.2006)[6]
3. Бейдали, Махамбет Бейдалиулы (09.01.2007-11.2007)[7]
4. Устюгов, Владимир Николаевич (11.2007-16.08.2017)
5. Кулагин, Павел Сергеевич (16.08.2017 - январь 2020)[8]
6. Акжаров, Бахытжан Кожанбердыулы (с 17.01.2020)